# 2021-22シーズンのサンアントニオ・スパーズ
2021-22シーズンのサンアントニオ・スパーズは、スパーズのフランチャイズ55年目、NBAに加盟後46年目、サンアントニオエリアに本拠地を構えてから49年目のシーズンである。オフシーズン中、10年間スパーズに在籍していたパティ・ミルズはFAとなり、オーストラリア代表として出場していたオリンピック期間中にブルックリン・ネッツと契約し、移籍した。これによりスパーズが直近にチャンピオン制覇した2013-14シーズン在籍者はいなくなり、在籍6年目のデジャンテ・マレーが古株となった。

## ドラフト
| 巡 | 指名順 | 選手名                   | ポジション | 国籍           | 出身校など   |
| -- | ------ | ------------------------ | ---------- | -------------- | ------------ |
| 1  | 12     | ジョシュア・プリーモ     | SG         | カナダ         | アラバマ大学 |
| 2  | 41     | ジョー・ウィースキャンプ | SF         | アメリカ合衆国 | アイオワ大学 |

スパーズは1巡目指名権と2巡目指名権を1つずつ所有していた。

## シーズン成績

### ディビジョン
| サウスウェスト・ディビジョン     | サウスウェスト・ディビジョン | サウスウェスト・ディビジョン | サウスウェスト・ディビジョン | サウスウェスト・ディビジョン | サウスウェスト・ディビジョン | サウスウェスト・ディビジョン | サウスウェスト・ディビジョン | サウスウェスト・ディビジョン |
| チーム                           | 勝                           | 負                           | PCT                          | GB                           | ホーム                       | ロード                       | Div                          | GP                           |
| -------------------------------- | ---------------------------- | ---------------------------- | ---------------------------- | ---------------------------- | ---------------------------- | ---------------------------- | ---------------------------- | ---------------------------- |
| y – メンフィス・グリズリーズ     | 56                           | 26                           | .683                         | 0.0                          | 30–11                        | 26–15                        | 11-5                         | 82                           |
| x – ダラス・マーベリックス       | 52                           | 30                           | .634                         | 4.0                          | 29–12                        | 23–18                        | 14-2                         | 82                           |
| x – ニューオーリンズ・ペリカンズ | 36                           | 46                           | .439                         | 20.0                         | 19–22                        | 17–24                        | 6-10                         | 82                           |
| pi – サンアントニオ・スパーズ    | 34                           | 48                           | .415                         | 22.0                         | 16–25                        | 18–23                        | 6-10                         | 82                           |
| ヒューストン・ロケッツ           | 20                           | 62                           | .244                         | 36.0                         | 11–30                        | 9–32                         | 3-13                         | 82                           |

### カンファレンス
| ウェスタン・カンファレンス | ウェスタン・カンファレンス           | ウェスタン・カンファレンス | ウェスタン・カンファレンス | ウェスタン・カンファレンス | ウェスタン・カンファレンス | ウェスタン・カンファレンス |
| #                          | チーム                               | 勝                         | 負                         | PCT                        | GB                         | GP                         |
| -------------------------- | ------------------------------------ | -------------------------- | -------------------------- | -------------------------- | -------------------------- | -------------------------- |
| 1                          | z – フェニックス・サンズ *           | 64                         | 18                         | .780                       | –                          | 82                         |
| 2                          | y – メンフィス・グリズリーズ *       | 56                         | 26                         | .683                       | 8.0                        | 82                         |
| 3                          | x – ゴールデンステート・ウォリアーズ | 53                         | 29                         | .646                       | 11.0                       | 82                         |
| 4                          | x – ダラス・マーベリックス           | 52                         | 30                         | .634                       | 12.0                       | 82                         |
| 5                          | y – ユタ・ジャズ *                   | 49                         | 33                         | .598                       | 15.0                       | 82                         |
| 6                          | x – デンバー・ナゲッツ               | 48                         | 34                         | .585                       | 16.0                       | 82                         |
|                            |                                      |                            |                            |                            |                            |                            |
| 7                          | x – ミネソタ・ティンバーウルブズ     | 46                         | 36                         | .561                       | 18.0                       | 82                         |
| 8                          | pi – ロサンゼルス・クリッパーズ      | 42                         | 40                         | .512                       | 22.0                       | 82                         |
| 9                          | x – ニューオーリンズ・ペリカンズ     | 36                         | 46                         | .439                       | 28.0                       | 82                         |
| 10                         | pi – サンアントニオ・スパーズ        | 34                         | 48                         | .415                       | 30.0                       | 82                         |
|                            |                                      |                            |                            |                            |                            |                            |
| 11                         | ロサンゼルス・レイカーズ             | 33                         | 49                         | .402                       | 31.0                       | 82                         |
| 12                         | サクラメント・キングス               | 30                         | 52                         | .366                       | 34.0                       | 82                         |
| 13                         | ポートランド・トレイルブレイザーズ   | 27                         | 55                         | .329                       | 37.0                       | 82                         |
| 14                         | オクラホマシティ・サンダー           | 24                         | 58                         | .293                       | 40.0                       | 82                         |
| 15                         | ヒューストン・ロケッツ               | 20                         | 62                         | .244                       | 44.0                       | 82                         |

注釈
- z – 全体でホームコートアドバンテージ
- c – カンファレンスでホームコートアドバンテージ
- y – ディビジョン優勝
- x – プレーオフ出場確定
- * – ディビジョンリーダー

## 主な移籍

### トレード
| 2021年8月6日  | 5チーム間トレード | 5チーム間トレード | 5チーム間トレード |
| 2021年8月6日  | サンアントニオ・スパーズへ - チャンドラー・ハッチソン - 2022年の2巡目指名権 (ワシントンから) | インディアナ・ペイサーズへ - ドラフト交渉権 アイザイア・ジャクソン (22位) (ロサンゼルスから)                                                                                    |                   |
| 2021年8月6日  | ロサンゼルス・レイカーズへ - ラッセル・ウェストブルック - 2023年のCHIの2巡目指名権 (ワシントンから) - 2024年の2巡目指名権 (ワシントンから) - 2028年のWASの2巡目指名権 (ワシントンから)                        | ブルックリン・ネッツへ - 2024年の2巡目指名権 (ワシントンから) - 2025年の2巡目指名交換権 (ワシントンから) - ドラフト交渉権 ニコラ・ミルチノフ (2015年 26位) (サンアントニオから) |                   |
| 2021年8月6日  | ワシントン・ウィザーズへ - カイル・クーズマ - ケンタビオス・コールドウェル＝ポープ - モントレズ・ハレル - アーロン・ホリデー - スペンサー・ディンウィディー - ドラフト交渉権 アイザイア・トッド (31位) - 金銭 | |                   |
| 2021年8月8日  | サンアントニオ・スパーズへ - ダグ・マクダーモット (サイン・アンド・トレード) - 2023年の2巡目指名権 - 2026年の2巡目指名権の交換権                                                                              | インディアナ・ペイサーズへ - 2023年のSASの2巡目指名権 (プロテクト付き) |                   |
| 2021年8月11日 | サンアントニオ・スパーズへ - サデウス・ヤング - アル・ファルーク・アミヌ - 2025年のCHIの1巡目指名権 (プロテクト付き) - 2022年の2巡目指名権 - 2025年のCHIの2巡目指名権                                         | シカゴ・ブルズへ - デマー・デローザン (サイン・アンド・トレード) |                   |
| 2022年2月9日  | 3チーム間トレード | 3チーム間トレード |                   |
| 2022年2月9日  | サンアントニオ・スパーズへ - トマシュ・サトランスキー (ポートランドから) - 2027年の2巡目指名権 (ユタから) | ユタ・ジャズへ - ニッケル・アレクサンダー＝ウォーカー (ポートランドから) - フアンチョ・エルナンゴメス (サンアントニオから)                                                      |                   |
| 2022年2月9日  | ポートランド・トレイルブレイザーズへ - ジョー・イングルス (ユタから) - イライジャ・ヒューズ (ユタから) - 2022年のMEMの2巡目指名権 (ユタから)                                                                  | |                   |
| 2022年2月10日 | サンアントニオ・スパーズへ - ゴラン・ドラギッチ - 2022年の1巡目指名権 | トロント・ラプターズへ - サデウス・ヤング - ドリュー・ユーバンクス - 2022年の2巡目指名権                                                                                        |                   |

### フリーエージェント

#### 再契約
| 日付         | 選手                       | 契約内容        | 参照   |
| ------------ | -------------------------- | --------------- | ------ |
| 2021年9月7日 | ケイタ・ベイツ＝ディアップ | 2年ミニマム契約 | [ 14 ] |

#### 入団選手
| 日付           | 選手                 | 契約内容                       | 前所属                                    | 参照   |
| -------------- | -------------------- | ------------------------------ | ----------------------------------------- | ------ |
| 2021年8月8日   | ダグ・マクダーモット | 3年4200万ドル (約46億5000万円) | インディアナ・ペイサーズ                  | [ 6 ]  |
| 2021年8月11日  | ザック・コリンズ     | 3年2200万ドル (約24億4200万円) | ポートランド・トレイルブレイザーズ        | [ 15 ] |
| 2021年8月20日  | ジョック・ランデール | 2年ミニマム契約                | メルボルン・ユナイテッド (オーストラリア) | [ 16 ] |
| 2021年8月25日  | ブリン・フォーブス   | 1年450万ドル (約5億1000万円)   | ミルウォーキー・バックス                  | [ 17 ] |
| 2021年10月18日 | デボンテ・ケイコック | 2ウェイ契約                    | ブルックリン・ネッツ                      | [ 18 ] |

#### 退団選手
| 日付          | 選手               | 理由                                  | 去就先                 | 参照   |
| ------------- | ------------------ | ------------------------------------- | ---------------------- | ------ |
| 2021年8月6日  | ルディ・ゲイ       | 制限なしFA                            | ユタ・ジャズ           | [ 19 ] |
| 2021年8月6日  | トレイ・ライルズ   | 制限なしFA                            | デトロイト・ピストンズ | [ 20 ] |
| 2021年8月9日  | ゴーギー・ジェン   | 制限なしFA                            | アトランタ・ホークス   | [ 21 ] |
| 2021年8月10日 | パティ・ミルズ     | 制限なしFA                            | ブルックリン・ネッツ   | [ 1 ]  |
| 2021年8月11日 | デマー・デローザン | 制限なしFA (サイン・アンド・トレード) | シカゴ・ブルズ         | [ 7 ]  |